# Ana Rocha (lutadora)
Ana Rocha Otero (Ilha de São Miguel, 28 de dezembro de 1984)  é uma lutadora de luta livre profissional e empresária luso - americana conhecida pelo nome de ringue "The Portuguese Princess" Ariel (a princesa portuguesa Ariel), que competiu em promoções independentes do Nordeste Americano, incluindo Ring of Honor, IWA Mid -South e a National Wrestling Alliance .

## Carreira

### Juventude e carreira
Nascida em São Miguel, Açores, Ana emigrou com a família para os Estados Unidos aos 11 anos, em 1996, para New Bedford, Massachusetts. Fã de wrestling desde cedo, tanto Ana como o seu irmão começaram a treinar para uma carreira de wrestling profissional na Top Rope Academy, onde treinaram com Brickhouse Baker, Scott Ashworth e José Pérez. Em janeiro de 2001, começou a treinar na escola de luta livre Yankee Pro Wrestling em Sunshine Plaza . Meses depois, ainda no terceiro ano da New Bedford High School, Ariel estreou-se profissionalmente na South Coast Championship Wrestling (SCCW) em 12 de maio de 2001.
Aparecendo originalmente como camareira de "Heavenly" Johnny Angel, ela foi atacada pelo seu oponente Adam Booker durante o match em 12 de maio de 2001, e foi esta a sua primeira aparição na promoção. Depois de Johnny Angel se tornar o campeão peso-pesado do SCCW, ela juntou-se a ele numa luta mista de tag team contra Adam Booker e o ex-campeão Dr. Heresy, na qual Booker derrotou Ariel para ganhar o título. Na noite seguinte, ela fez a sua estreia a solo, derrotando Amanda Storm em 21 de julho. Embora tenha sofrido uma lesão durante a luta, isso não a impediu de competir regularmente no circuito independente em parceria com lutadores como The Blue Meanie, tendo derrotado Steve Corino e Gino Giovanni . No fim desse ano, a 29 de dezembro de 2001, ela derrotou ainda  The Crazy Mexican e venceu o título feminino de peso pesado no Stars & Stripes Championship Wrestling.

### Circuito independente
Durante os dois anos seguintes, ela venceu títulos de campeonato em várias promoções, incluindo vencer uma battle royal para se tornar campeã feminina da JWA em 26 de outubro de 2002 e derrotar Alicia e Tara Charisma, tornando-se assim a primeira campeã feminina da South Coast Championship Wrestling, em 28 de março de 2003. Pouco depois dessa vitória, apareceu no Ring of Honor como gerente da Christopher Street Connection (Buff E e Mace), papel que ocupou até ao verão de 2004, quando o trio foi dispensado da empresa.

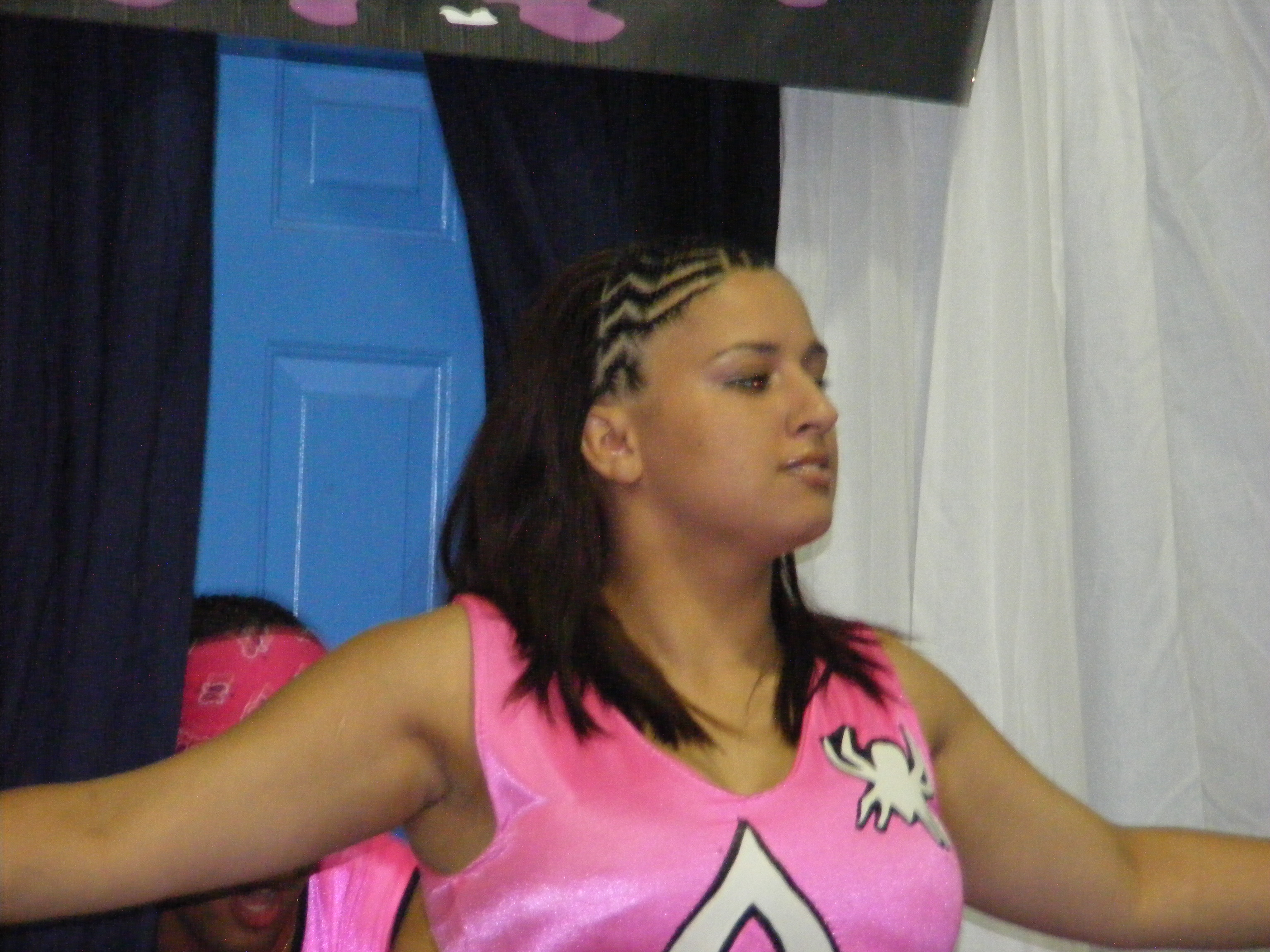
Otero, como Ariel, no WrestleJam 5 em 2008

Teve um breve conflito com Mercedes Martínez e La Família no Connecticut Championship Wrestling no final de 2003,  e competiu numa série de promoções da costa Este no ano seguinte; estas incluíram Jersey All Pro Wrestling, USA Pro e UWA, onde Ariel e Talia derrotaram Ref Hanson e Lady Lee, obtendo assim o título de Tag Team da UWA em 18 de julho de 2004.
Em 2004, Rocha estreou-se na promoção mexicana Lucha Libre Femenil, de máscarae com o ring name Arianna. Aí rivalizou com Nikki Roxx pelo Campeonato Juvenil LLF. Em 28 de outubro de 2004, Roxx derrotou Arianna em uma luta cabelo vs. máscara para reivindicar a máscara da sua oponente e encerrar a rivalidade.
Apareceu no "CyberCade 2004" pela CyberSpace Wrestling Federation, onde foi derrotada por April Hunter em uma luta de quatro pessoas com Trinity e Traci Brooks, pelo CWF Women's Championship em Wayne, New Jersey, em 28 de agosto de 2004. Tendo anteriormente enfrentado ambos em partidas individuais, Ana Rocha juntou-se à rival Mercedes Martínez para derrotar April Hunter e Sumie Sakai numa luta de duplas pela Defiant Pro Wrestling no Veterans Memorial Auditorium em Fall River, Massachusetts, que teve lugar a 29 de agosto de 2004. O evento, "A Fight Worth Fighting", tinha como objetivo angariar fundos para tratamento de crianças com cancro, e contou com a participação de Mick Foley e outros lutadores independentes de destaque na área da Nova Inglaterra .
No final de 2004, ela teve uma sequência de derrotas depois de ser derrotada por Cindy Rogers no supercard CCW Metamorphosis do Connecticut Championship Wrestling em 26 de setembro. Em 11 de dezembro do mesmo ano, perdeu uma luta three-way com Hailey Skye e Violet Flame pelo New England Championship Wrestling.

### Assault Championship Wrestling(2005)
Ao longo de 2005, em que apareceu em diversos eventos pela Assault Championship Wrestling, Rocha teve uma rivalidade a três com Mercedes Martinez e April Hunter, que iria mais tarde incluir Riptide, que por sua vez derrotou as três numa "Battle of the Babes" no supercard DPW Full Circle: Zero Tolerance . Rocha, Martinez e Riptide uniram-se então contra os Ultimate Males, derrotando-os numa partida intergénero no supercard November Pain: Balance of Power; após a vitória, no entanto, a rivalidade recomeçou, quando que Rocha foi atacada por Martinez e Riptide. Rocha recuperou e derrotou Martinez e Riptide em lutas de duplas com Jim Nastic e Trinity, embora mais tarde perdesse um match a três com Martinez contra Riptide no supercard Chains Unbound e fosse derrotada em match individual por Martinez no supercard Evil Intent: Blood for Blood.
Apesar do sucesso que obteve ao juntar-se a Abunai no supercard Psychotic Breakdown para derrotar Nikki Roxx e DC Dillinger num tag team misto, Ana Rocha voltou a rivalizar com Spider depois de se ter aliado a ela durante o período de rivalidade contra La Familia.

### IWA Mid-South(2005)
No NECW Snowbrawl, Ana Rocha venceu o IWA Mid-South Women's Championship depois de derrotar as rivais de longa data: Mercedes Martinez e Hayley Skye, numa luta Triple Threat a 15 de janeiro de 2005.No IWA Mid-South, ela defendeu o seu título na IWA Mid-South antes de ser derrotada por Daizee Haze numa luta com Cheerleader Melissa, Mickie Knuckles, Sara Del Rey e MsChif em 12 de fevereiro de 2005.
No ano seguinte, Ana Rocha obteve vitórias sobre Lacey, Hailey Hatred e April Hunter, que foi derrotada no Ballpark Brawl IV a 15 de abril de 2005. Teve menos sucesso na parceria com Demonica enquanto estava na PWF, o que resultou numa rivalidade entre as duas lutadoras. Ana Rocha finalmente derrotou a sua ex-parceira de tag team a 15 de setembro. No mês seguinte, após derrotar Rain num evento para Shimmer Women Athletes, foi derrotada pela Cheerleader Melissa e Tiana Ringer num tag team match com Shantelle Taylor a 6 de novembro de 2005.

### Retorno à Nova Inglaterra (2006-2010)

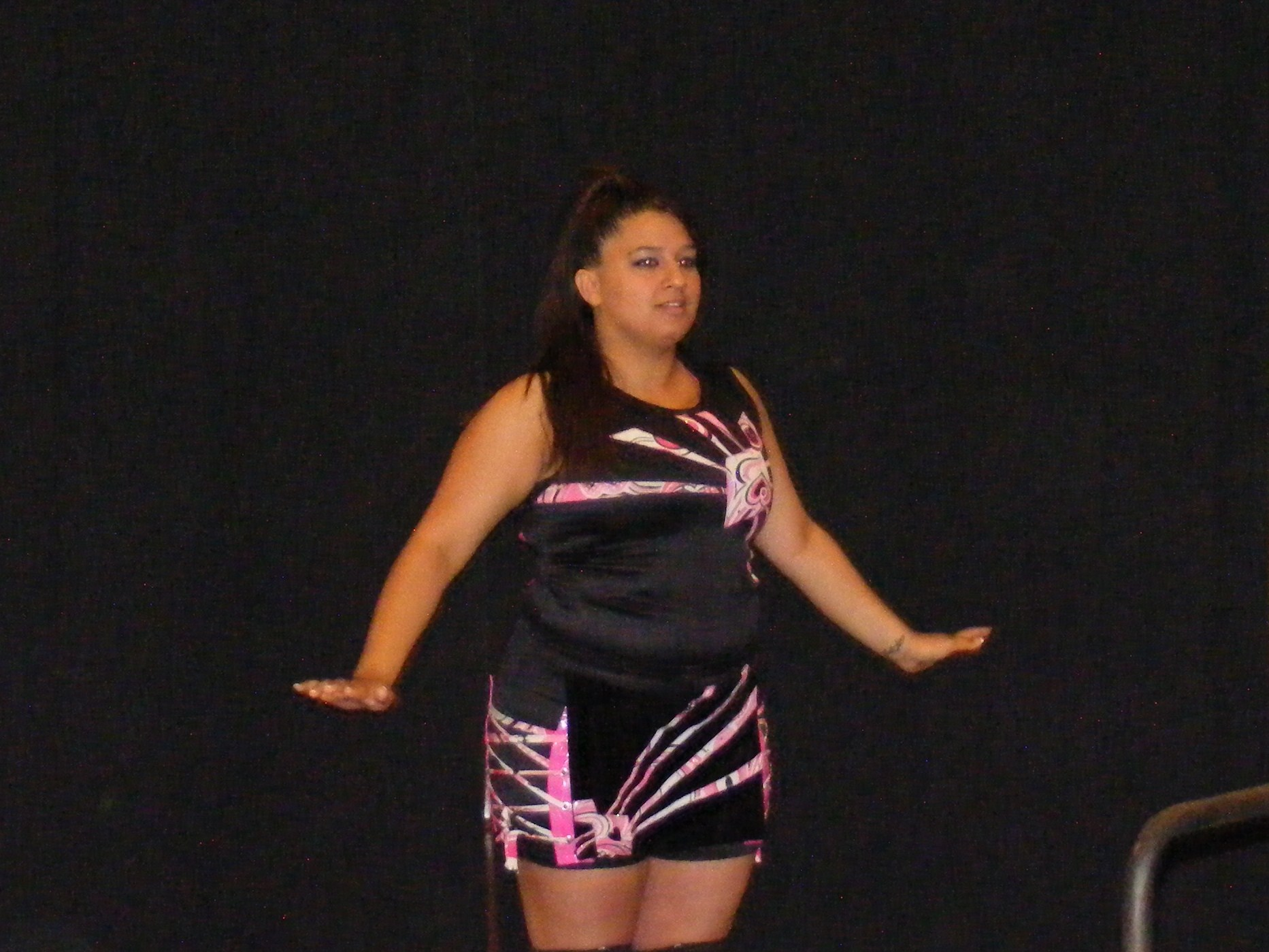
Ariel em 2010

Em 2006, Rocha começou a competir pela National Wrestling Alliance (NWA) retornando à área da Nova Inglaterra para lutar pelo NWA Cyberspace. Para além disto, fez aparições regulares na Connecticut Championship Wrestling e na New England Championship Wrestling (NECW), onde defendeu o título feminino da PWF Mayhem e estabaleceu rivalidades com Mercedes Martinez e Nikki Roxx. Em 2008, tornou-se heel na NECW/WWW, e contratou Brendan Michael Thomas como seu "agente".
Enquanto estava na Shimmer Women Athletes, ela defrontou Lexie Fyfe e Malia Hosaka em tag team matches com Josie e mais tarde com Cindy Rogers, culminando numa 6-Woman tag team match contra Fyfe, Hosaka e Amazing Kong em maio de 2006. Não tendo estado presente no evento Volume 23 ela regressou ao Volume 24 num Tag Team Match com Nikki Roxx e perdeu para a The International Home Wrecking Crew. A 3 de maio participou numa Fatal 4-Way junto com Cat Power, Rachel Summerlyn e Kellie Skater, na qual Cat Power se sagrou vencedora. na mesma noite, ela aliou-se novamente a Nikki Roxx e marcou um pinfall contra The Experience. No Volume 27, Ana Rocha perdeu uma revanche para Cat Power, mas conseguiu um pinfall sobre Malia Hosaka como parte da partida de abertura do Volume 28.
Em 10 de abril de 2010, Ana Rocha juntou-se outra vez a Nikki Roxx para derrotar a equipe de Melanie Cruise e Annie Social.

### Jersey All Pro Wrestling(2009)
Ariel estreou-se no Jersey All Pro Wrestling no Female Revolution em janeiro de 2009, mas foi derrotada por Raisha Saeed . Depois de faltar ao segundo show A Queen is Crowned, ela regressou e voltou a ser derrotada por Allison Danger. No quarto show Back Where it all Began, ela conseguiu sua primeira vitória sobre Fate.

### NCW Femmes Fatales(2010)
Ariel fez sua estreia canadense pelo NCW Femmes Fatales em 2010, contra Kalamity, que obteve a oportunidade de enfrentar Ariel numa Fatal 4 Way Elimination Match no primeiro show, no qual participaram também Mary Lee Rose, Roxxie Cotton e Anna Minouska.
Depois de um hiato no wrestling desde outubro de 2011, Ariel retornou aos ringues em 17 de outubro de 2015, para o evento Revival Pro Wrestling em Palmer, Massachusetts. Aí juntou-se a BMT numa luta de duplas contra Natalia e Anthony Stone.

## Vida pessoal
Ana Rocha casou com o ex-lutador Tomas Otero (Brendan Michael Thomas) em outubro de 2011, com quem tem cinco filhos.

## Títulos de wrestling
- Ace Wrestling
  - Campeonato Feminino AW (1 vez) [6]
- Border City Wrestling
  - Campeonato Feminino BCW (1 vez) [1]
- Defiant Divas Wrestling
  - Campeonato Feminino DDW (2 vezes) [1]
- Defiant Pro Wrestling
  - Campeonato Feminino DPW (1 vez, atual) [9]
- GLORY Wrestling
  - Campeonato Feminino Glory (1 vez)
- JWA-United Wrestling
  - Campeonato Feminino JWA (1 vez) [6]
- NWA Midwest / Independent Wrestling Association Mid-South
  - Campeonato Feminino NWA Midwest / IWA Mid South (1 vez) [1]
- NWA North Jersey
  - Campeonato Feminino da NWA North Jersey (1 vez) [10]
  - NWA North Jersey Women's Tag Team Championship (1 vez) - com Tara Charisma[11]
- New England Championship Wrestling
  - World Women's Wrestling Championship ( 1 vez )
- Pennsylvania Championship Wrestling
  - Campeonato Feminino PCW (1 vez) [1]
- Premier Wrestling Federation
  - Campeonato Feminino PWF Mayhem (1 vez) [12]
- Pro Wrestling Illustrated
  - Classificada em 37º lugar entre as 50 melhores lutadoras femininas no PWI Female 50 em 2009[13]
- South Coast Championship Wrestling
  - Campeonato Feminino SCCW (1 vez) [14][15]
- Stars and Stripes Championship Wrestling
  - Campeonato Feminino SSCW (1 vez) [16]
- Universal Wrestling Association
  - Campeonato Feminino de Duplas da UWA (1 vez) - com Talia[1]

### Palmarés Lucha de Apuesta
| Vencedor (aposta)   | Perdedor (aposta) | Localização                   | Evento         | Data                  |
| ------------------- | ----------------- | ----------------------------- | -------------- | --------------------- |
| Nikki Roxx (cabelo) | Arianna (máscara) | Monterrey, Nuevo León, México | Evento ao vivo | 28 de outubro de 2004 |

## Ligacões externas
- ArielsPalace.com - Site Oficial
- GLORY Biografia
- Perfil Independente: Ariel
- Ariel no mundo online do wrestling
- Perfil: Ana Rocha
- Ana Rocha no Cagematch.net, Wrestlingdata.com